# Zamek w Zwiahlu
Zamek w Zwiahlu – zamek zbudowany w miejscowości Zwiahel, nad rzeką Słucz w 1507 roku przez księcia Konstantego Ostrogskiego, hetmana, marszałka ziemi wołyńskiej.

## Historia
W 1648 roku większą część baszt i murów zamku zniszczyły wojska kozackie pod dowództwem pułkownika Krzywonosa lecz ponownie został odbudowany. Po Ostrogskich właścicielem zamku został Jan Karol Chodkiewicz, przez ślub z Anną Alojzą, córką Aleksandra, wnuka Konstantego Ostrogskiego. Kolejnymi właścicielami byli Lubomirscy, na mocy prawa sukcesyjnego, po bezdzietnej śmierci Anny. Ks. Jerzy Lubomirski przywilejem 1731 r. wkłada obowiązek na miejscowych rzemieślników: mięć każdemu dobry muszkiet w celu obrony zamku. W rodzinie Lubomirskich Zwiahel został do 1796 r.

## Architektura
W 1766 r. warowny zamek był wokół obwiedziony murem z trzema bastionami, posiadał budynki mieszkalne i dziedziniec, lecz ks. Lubomirski, wojewoda bracławski, w grudniu 1765 r. dozwolił miejscowemu proboszczowi część murów zamkowych rozebrać, w celu użycia ich do nowo budującego się kościoła. Ostatecznego zaś zniszczenia dokonał młot kamieniarzy w 1864-65 r., gdy na dawnym dziedzińcu zamkowym, nad samym urwistym brzegiem Słuczy, stawiano cerkiew prawosławną. Pod koniec XIX wieku zostały zaledwo szczątki muru obwodowego z jedną zniszczoną basztą.